# Intercalació (calendari)
Intercalació o embolisme en mesura del temps és la inserció d'un dia, setmana o mes de salt a alguns anys naturals per fer que el calendari segueixi les estacions o fases de lluna. Els calendaris lunisolars poden requerir intercalacions d'ambdós: Dies i mesos.

## Calendaris solars
L'any solar o tròpic no té un número sencer de dies (és aproximadament de 365.24 dies), però un any de calendari ha de tenir un número sencer de dies. La manera més comuna per reconciliar els dos és variar el número de dies de l'any al calendari.
Als calendaris solars, això és fa afegint a un any comú de 365 dies, un dia extra ("dia de salt" o "dia intercalar") sobre cada quatre anys, causant un any de traspàs que té 366 dies (calendaris julià, gregorià i calendaris nacionals indis).
El Decret de Canop, emès pel faraó Ptolemeu III Evèrgetes I de l'antic Egipte al 239 aC, va decretar un sistema de salt d'un dia solar. L'any de salt egipci no va ser adoptat fins a l'any 25 AC, quan l'emperador romà August instituí amb èxit un reformat Calendari Alexandrià.
En el calendari Julià, així com en el calendari Gregorià (que va ser millora d'aquest), la intercalació és feta per afegir un dia extra al mes de febrer en cada any de traspàs. En el calendari Julià això es feia cada quatre anys. En el Gregorià, en els anys divisibles per 100 però no 400 serien exemptes per tal de millorar la precisió. Així, per exemple, el 2000 era un any de traspàs, però el 1700, 1800, i 1900 no ho van ser.
Els dies Epagomenals són dies dins d'un calendari solar que són fora de qualsevol mes regular. Normalment cinc dies epagomenals són inclosos dins de cada any en alguns calendaris (egipci, copte, etíop, haab' maia i calendaris republicans francesos), però un sisè dia epagomenal és intercalat cada quatre anys en alguns d'ells (copte, etíop i calendaris republicans francesos).
El calendari Bahá'í inclou els dies epagomenals necessaris (normalment 4 o 5) abans del darrer mes (علاء, ʿalāʾ) per assegurar que l'inici de l'any següent sigui durant l'equinocci de març. Aquests són coneguts com a Ayyám-i-Há.

## Calendaris lunisolars
L'any solar no té un nombre sencer de mesos lunars (que és, aproximadament, de 12.37 llunes noves), així que un calendari lunisolar ha de tenir un nombre variable de mesos en un any. Els anys regulars tenen 12 mesos, però els anys embolismics insereixen un 13è mes "intercalat" o "embolismic" cada segon o tercer any (veure lluna blava). Inserir o no un mes intercalar en un any donat pot ser determinat utilitzant cicles regulars com el cicle metònic de 19 anys (calendari hebreu i en la determinació de la Pasqua) o utilitzant càlculs de fases lunars (lunisolar hindú i calendaris xinesos). El calendari budista afegeix tots dos (un dia i un mes intercalars en un cicle regular normal.

## Calendaris islàmics
El calendari islàmic tabular normalment té 12 mesos lunars que alternen entre 30 i 29 dies cada any, però un dia intercalar és afegit al darrer mes de l'any 11 vegades dins d'un cicle de 30 anys. Alguns historiadors també enllacen la pràctica pre-islàmica de Nasi' a la intercalació.
El calendari solar hijri és basa en càlculs solars i és similar al calendari Gregorià en la seva estructura, i fan servir la intercalació, amb l'excepció de quan l'inici de l'any coincideix amb l'Hègira.

## Segons de salt
El Servei Internacional de Sistemes de Referència i Rotació de la Terra pot afegir o treure segons de salt al darrer dia de qualsevol mes (juny i desembre són els preferits). Aquests són, de vegades, descrits com intercalars.

## Altres usos
La ISO 8601 inclou una especificació per un any de 52 setmanes. Qualsevol any que tingui 53 dijous té 53 setmanes; aquesta setmana extra pot ser considerada com intercalada.